# Jeanne Kalogridis
Œuvres principales
- Série Les Journaux de la famille Dracul
- Romans de l'univers Star Trek

Jeanne M. Kalogridis, née le 17 décembre 1954 à Winter Haven en Floride, est une écrivain américaine de littérature vampirique. Sous le pseudonyme Jeanne M. Dillard, elle a écrit de nombreux romans dans l'univers Star Trek.

## Œuvre

### Sous le nom de Jeanne Kalogridis

#### SérieLes Journaux de la famille Dracul
1. Pacte avec le vampire, Rivages, 1995 ((en) Covenant with the Vampire, 1994)
2. Les Enfants du vampire, Rivages, 1997 ((en) Children of the Vampire, 1995)
3. Le Sang du vampire, Pocket, 2001 ((en) Lord of the Vampires, 1996)

#### Romans indépendants
- Le Temps des bûchers, Éditions du Rocher, 2001 ((en) The Burning Times, 2001)
- Captive des Borgia, Éditions du Rocher, 2006 ((en) The Borgia Bride, 2005)
- Moi, Mona Lisa, Presses de la Cité, 2007 ((en) I, Mona Lisa, 2006)
- La Reine de l'ombre, Presses de la Cité, 2010 ((en) The Devil's Queen, 2009)
- (en) The Scarlet Contessa, 2010
- (en) The Inquisitor's Wife, 2013

### Sous le nom de Jeanne M. Dillard

#### Univers deStar Trek

##### Novélisations des films
1. (en) Star Trek V: The Final Frontier, 1989
2. Star Trek 6 : Terre inconnue, Pocket, 1992 ((en) Star Trek VI: The Undiscovered Country, 1992)
3. Star Trek : Générations, Fleuve noir, 1995 ((en) Star Trek: Generations, 1994)
4. Star Trek : Premier Contact, Fleuve noir, 1997 ((en) Star Trek: First Contact, 1996)
5. Star Trek : Insurrection, Fleuve noir, 1999 ((en) Star Trek: Insurrection, 1998)
6. (en) Star Trek: Nemesis, 2002

##### La série originale
1. Démons, Fleuve noir, 1993 ((en) Demons, 1986)
2. La Mémoire foudroyée, Fleuve noir, 1993 ((en) Mindshadow, 1986)
3. L'Appel du sang, Fleuve noir, 1994 ((en) Bloodthirst, 1987)

###### SérieThe Lost Years
1. (en) The Lost Years, 1989
2. (en) Recovery, 1995

##### La Nouvelle Génération
- (en) Possession, 1996
- (en) Resistance, 2007

##### Deep Space Nine
1. L'Émissaire, Ada, 1999 ((en) Emissary, 1993)

##### Enterprise
- (en) Surak's Soul, 2003
- (en) The Expanse, 2003

#### Romans indépendants
- (en) Specters, 1991
- (en) The Resurrection, 1988